# EMD SD7形ディーゼル機関車
EMD SD7は1952年2月から1953年11月にかけてGM-EMD社によってアメリカ国内向けに188両が製造された、6軸駆動のディーゼル機関車である。原動機としては16気筒・出力1500HPであるEMD 567Bエンジンを搭載する。

## 保存車両
SD7の製造1号機（サザン・パシフィック鉄道所属1518号機）がイリノイ鉄道博物館に動態保存されている。

## 参照
- Sarberenyi, Robert. EMD SD7 Original Owners. Retrieved on August 27, 2006